# Carlo Cavagnoli
Carlo Cavagnoli est un boxeur italien de l'entre-deux-guerres né le 21 janvier 1907 à Milan et mort en 1991.

## Biographie
Carlo Cavagnoli participe aux Jeux olympiques d'été de 1928 à Amsterdam dans la catégorie poids mouches et remporte la médaille de bronze après avoir battu le sud-africain Baddie Lebanon. 
Passé professionnel en 1930, il enchaine les défaites mais parvient néanmoins l'espace d'un combat à devenir champion d'Italie (victoire aux points le 6 février 1933 contre Ottavio Gori).